# Despeñaperros Natúrpark
A Despeñaperros Natúrpark Spanyolország egyik természetvédelmi területe. Az ide látogatók túrázhatnak gyalog, kerékpáron vagy lóháton is, és lehetőség van sziklamászára is, az egyik barlangban (Cueva Vacas del Retamoso) pedig ősi sziklafestmények tekinthetők meg.

## Földrajz
A terület Andalúzia és azon belül Jaén tartomány északi részén, a Despeñaperros folyó völgyének térségében található. Felszíne igen változatos, gyakoriak a függőleges sziklafalak, amelyek nehezen járhatóvá teszik a vidéket. Érdekes, orgonacsövekhez hasonló kvarcit sziklaképződmények (Los Órganos) éppúgy megtalálhatók itt, mint vízesések (például a Cimbarra) és barlangok. A Despeñaperrosnak és néhány mellékfolyójának, mint például a Magañának a völgyei ősidők óta biztosították az emberek számára is az összeköttetést Kasztília és Andalúzia között a Sierra Morena hegységen keresztül.

## Élővilág
A szaggatott felszín számos különböző jellegű élőhelyet biztosít, ezért a terület élővilága változatos. A szakadékok árnyékos részeinek jellemző növénye az ibériai körte és a nyugati szamócafa, valamint a matorralt alkotó téli bangita, a magasabban fekvő részeken viszont az ibériai tölgy és a pireneusi tölgy a gyakoribb, míg a folyóvölgyekben égerek, kőrisek és füzek élnek. A napos lejtőkön magyaltölgyek és paratölgyek fordulnak elő legsűrűbben, de elszórtan fenyők is állnak itt, az itteni matorral fő növényei pedig a Pistacia lentiscus, a karmazsintölgy, a balzsamos szuhar, valamint a hangák és a mirtuszok.
Az állatok közül a szarvasok, a vaddisznók, az ibériai sasok és a fakó keselyűk emelendők ki, de átkel a területen az ibériai hiúz és időnként a farkas is.

## Képek

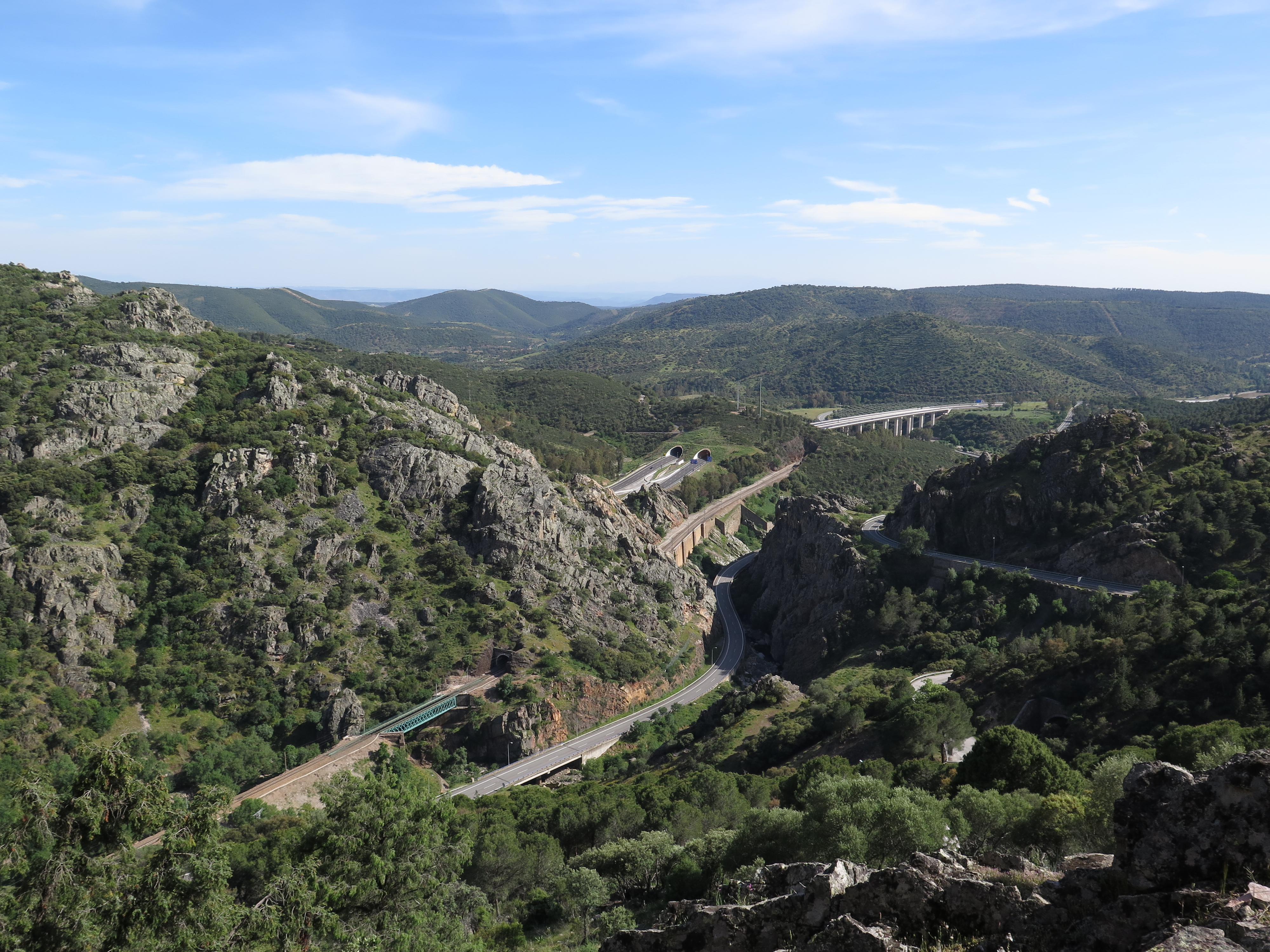
Látkép
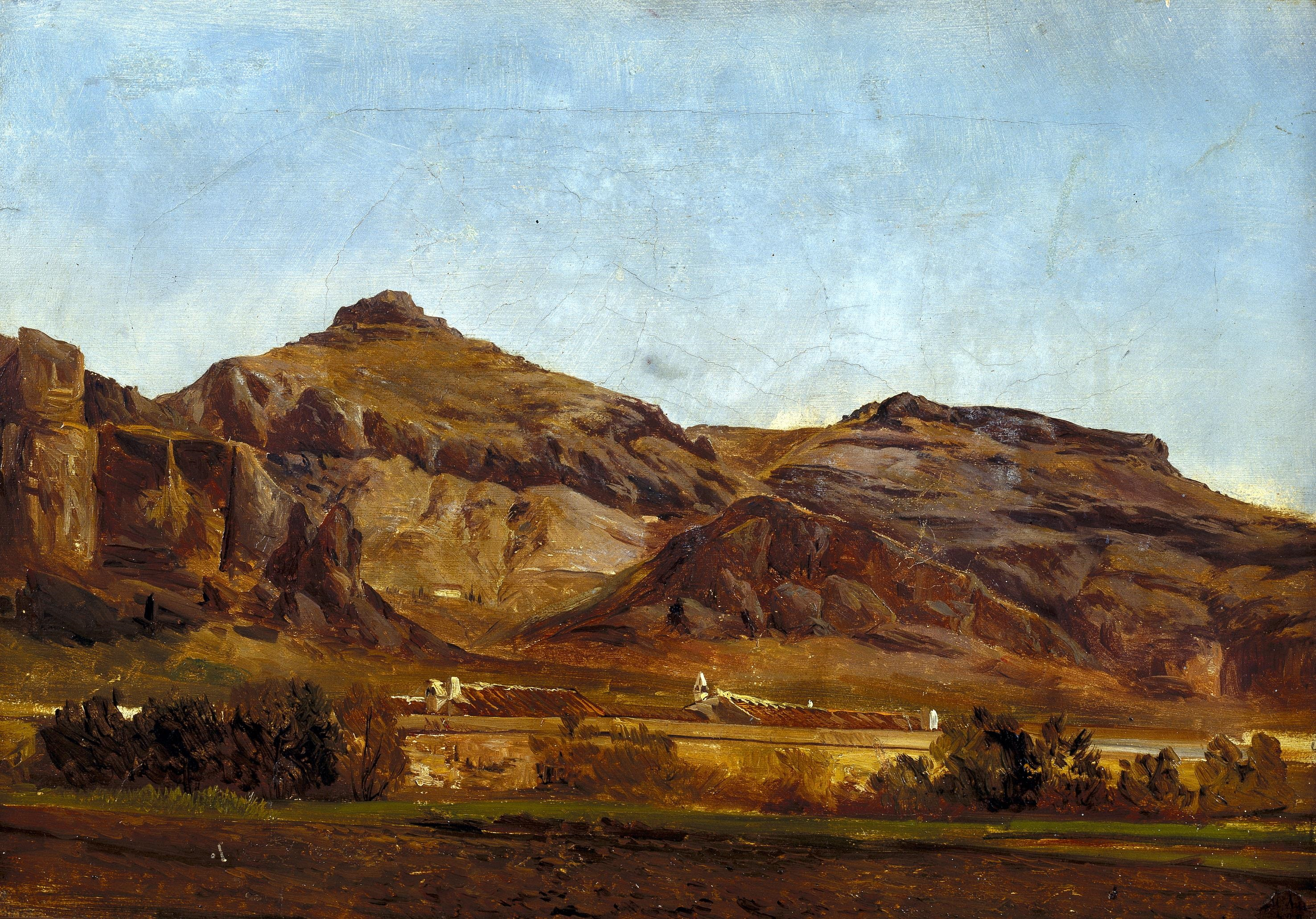
Carlos de Haes 19. századi festménye
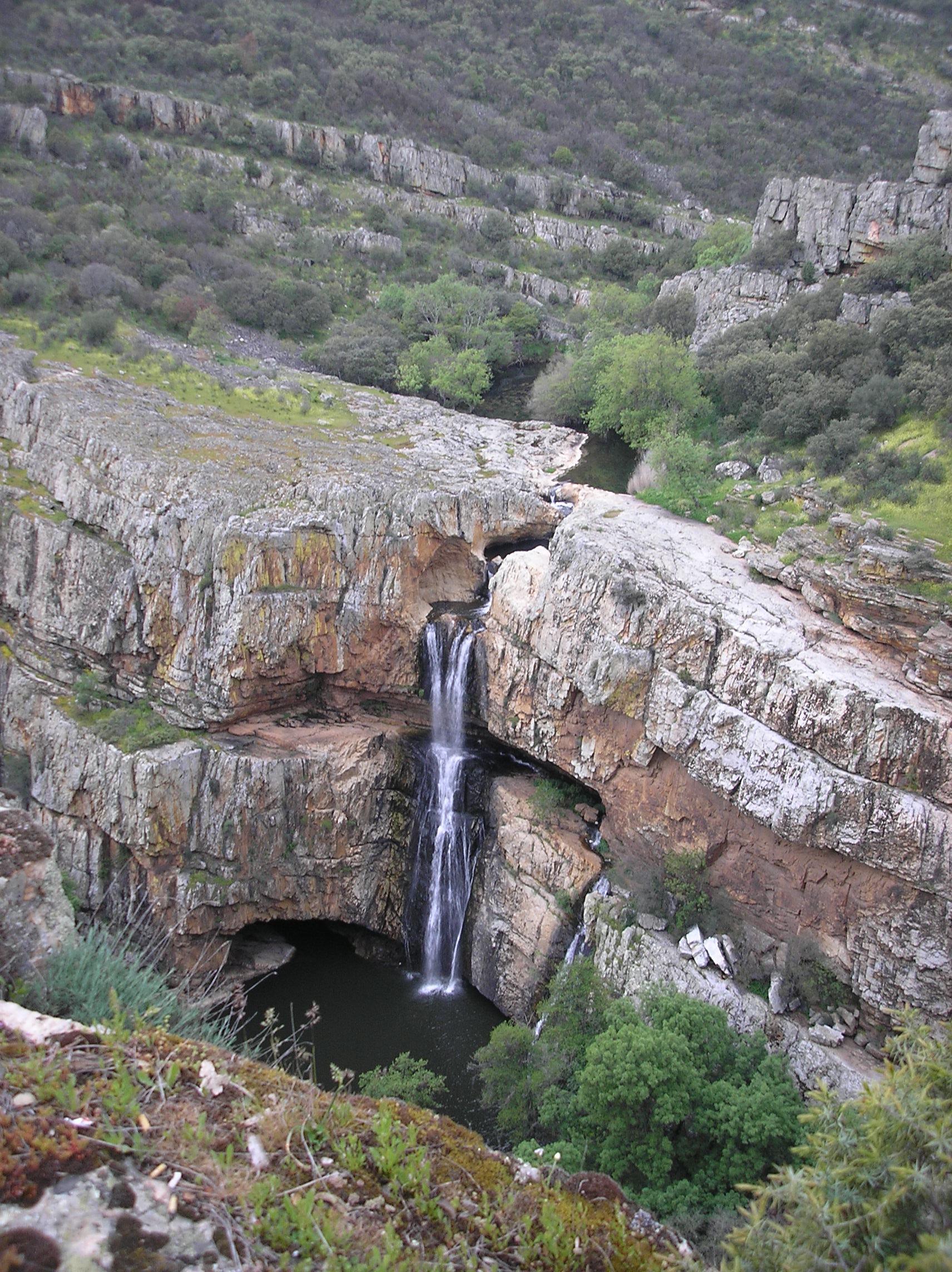
A Cimbarra-vízesés
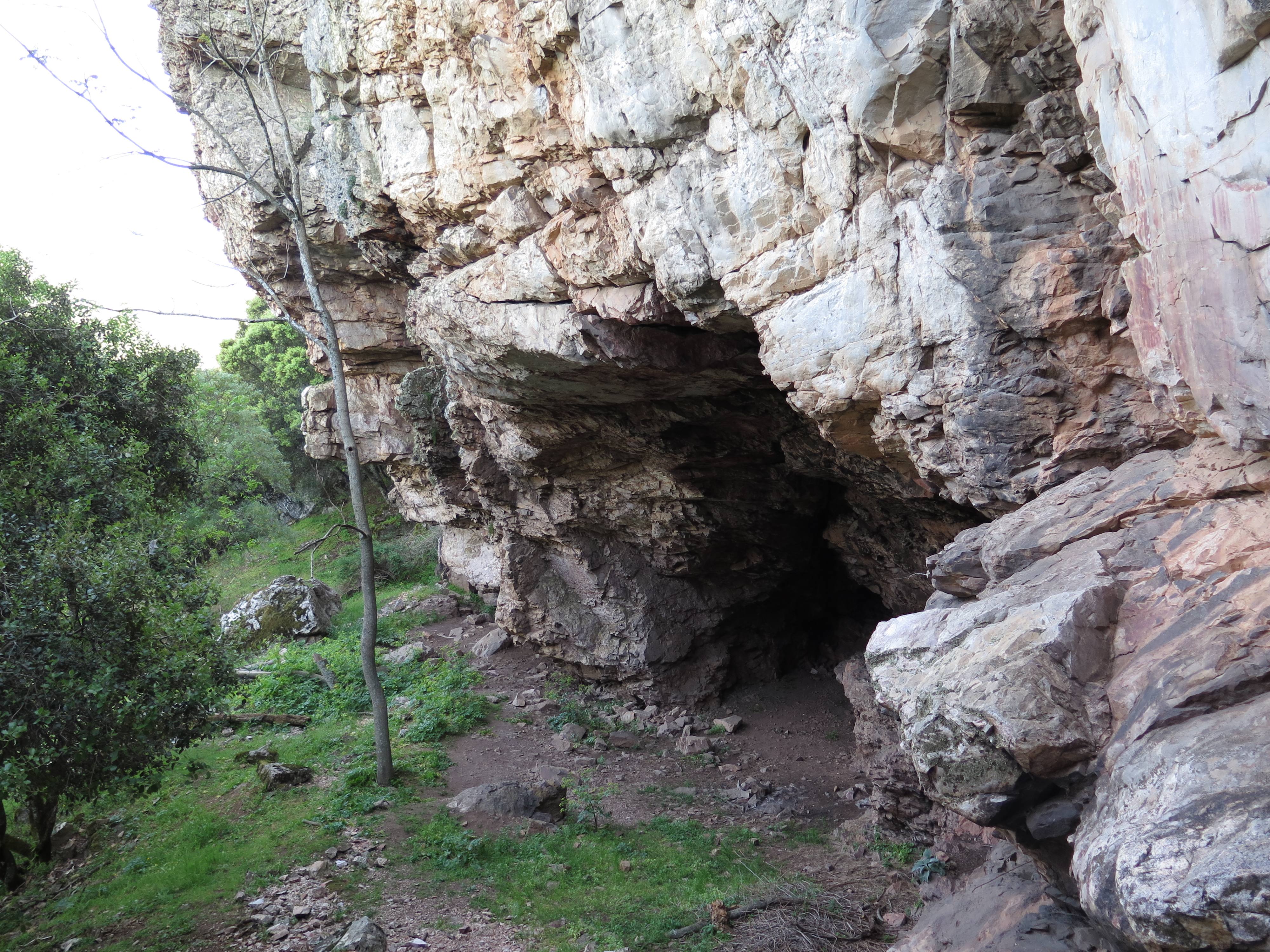
A José María-barlang